# Hjaðningavíg

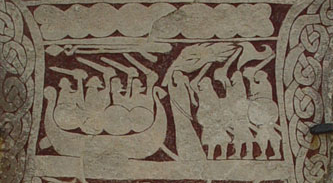
Hild et Hjadningavig. Détail de la pierre de Stora Hammar sur l'île de Gotland.

Hjaðningavíg (« la bataille des Heodenings »), la légende de Heðinn et Högni ou la saga de Hild est une légende scandinave tirée de la mythologie nordique évoquant une bataille interminable que l´on retrouve dans les textes Sörla þáttr (en), Ragnarsdrápa, Geste des Danois, Skíðaríma (en) et Skáldskaparmál. Cette légende est également illustrée sur une pierre historiée de l'île de Gotland à Stora Hammar. Enfin, quelques références peuvent être trouvées dans les poèmes en vieil anglais Deor et Widsith, et un autre en vieux norrois, Háttalykill inn forni (en).
La légende semble avoir une origine germanique continentale, comme l'attestent les noms Heðinn (Heoden, en vieil anglais) et Högni (Haguna (en), en vieil anglais).